# Bryan Reynolds
Bryan Keith Reynolds (ur. 28 czerwca 2001 w Fort Worth) – amerykański piłkarz występujący na pozycji prawego obrońcy w belgijskim klubie KVC Westerlo oraz w reprezentacji Stanów Zjednoczonych. Wychowanek FC Dallas, w trakcie swojej kariery grał także w takich zespołach, jak North Texas SC, AS Roma oraz KV Kortrijk.